# Manasa

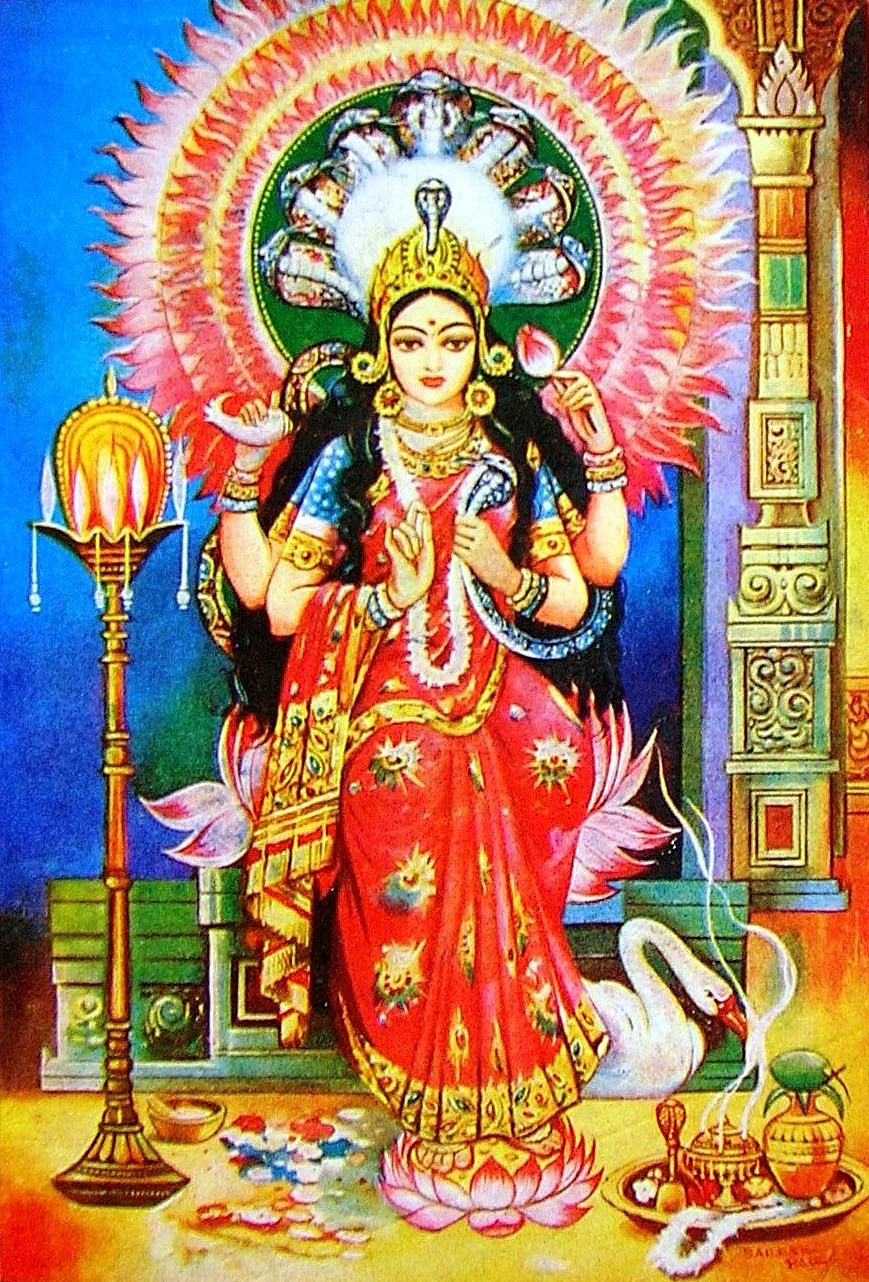
Manasa sitzend auf ihrem Thron

Manasa (bengalisch মনসা manasā; Sanskrit: „die Absicht“, „die Verstandesgeborene“) ist eine besonders in Bengalen verehrte hinduistische Volks- (gramadevata) und Schlangengöttin sowie Göttin der Fruchtbarkeit der Hochzeitsriten und des Wohlstandes. Sie gilt vor allem als Schutzgöttin vor Schlangenbissen und Infektionskrankheiten sowie als Schutzgöttin der Schlangenbeschwörer. Auch Kinder stehen unter ihrem besonderen Schutz. Ihre buddhistische Entsprechung ist die Schlangengöttin Janguli. Sie wird zu den Nagas gezählt. Manasa ist die Schwester von Sesha (Ananta) und Vasuki. Sie gilt entweder als Tochter von Kashyapa und Kadru oder auch als uneheliche Tochter des Shiva. Sie soll aus dem Verstand (mana) des Kashyapa entstanden sein. Mit diesem kann sie Reptilien und Schlangen kontrollieren. Die Göttin hat ein doppeltes Wesen: ist sie zornig, kann sie mit Schlangenbissen strafen, ebenso kann sie Menschen aber auch davon heilen bzw. davor beschützen. Daher ist einer ihrer Beinamen auch Vishahara („Giftentfernerin“). Dem Mahabharata zufolge hat sie auch den großen Gott Shiva, nachdem dieser nach der Quirlung des Milchozeans das Gift des Vasuki verschluckt hatte, so dass sein Hals blau anlief, (Nilakantha) geheilt. Dazu sog sie das Gift in sich ein und spuckte es auf die giftigen Reptilien. Ihre anderen Beinamen sind unter anderem: Nagini („weibliche Schlange“), Nagesvari („Königin der Schlangen“), Astikamata („Mutter des Astika“), Janguli („Giftkennerin“), Jagatgauri („Schönheit der Welt“), Patma („Lotus“), Patmavati („die Lotusgeborene“), Nitya („die Ewige“) Nagamata („Mutter der Schlangen“), Shaivi, Vaishnavi, Nagabhogini, Yogeshvari („Herrin des Yoga“) und Siddhayogini. Das linke blinde Auge (bisdristi) der Göttin ist das „böse“, giftige, mit dem sie durch ihren bösen Blick töten kann, während sie das rechte Nektarauge (amritanayan) zum Heilen benutzt. Blinden Menschen wird in Indien oft ein böses Auge oder böser Blick nachgesagt, und sie gelten als unheilvolle Krankheits-Orakel. Manasa ist freundlich und liebevoll zu denen, die sie anbeten, und hart und gnadenlos zu denen, die sich weigern, sie zu verehren. Manasa wird textlich hauptsächlich im Mahabharata, den Puranas und der in Bengalen zwischen dem 13. und 18. Jahrhundert entstandenen Manasa-Mangal-Kabya repräsentiert. Sie geht aber vermutlich auf eine ältere orale Tradition zurück.

## Ikonographie
Manasa erscheint in Darstellungen meistens als junge sinnliche juwelenverzierte Frau mit einer Krone, die von sieben Kobras gebildet wird. Ihr Reittier (vahana) ist die Schlange, gelegentlich auch ein Schwan (Hamsa). Sie sitzt auf einem Lotus. Ihre Attribute sind Wassertopf und Schlange, Rosenkranz und Manuskript. Sie ist von gelblicher Körperfarbe und trägt ein rotes Kleid. Man stellt sich die Göttin mitunter auch als einäugig vor. Gelegentlich trägt sie auch ihren Sohn Astika auf dem Arm.
Daneben existiert aber auch das Bild einer alten, hässlichen, schrecklichen, furchterregenden, hinkenden Göttin mit fischartigem Gesicht und „hexenartigem“ Aussehen.

## Mythologie
Manasa ist eine selbstbewusste, sinnliche, unglückliche, missmutige und leidende Göttin.

### Manasa, Shiva und Chandi
Ihr wohl berühmtester Mythos erzählt von ihrer Geburt und der Ablehnung und Demütigung durch ihre eifersüchtige Stiefmutter Chandi, eine Erscheinungsform der Parvati, die sie hasste: Manasa wurde vom Gott Shiva unabsichtlich gezeugt. Eines Tages landete etwas von dessen Samen auf der Statue eines jungen Mädchens, die die Mutter des Vasuki geschnitzt hatte. Aus dieser wurde daraufhin die Göttin Manasa geboren. Shiva begehrte sie zunächst, doch als er von ihr erfuhr, dass es sich bei ihr um seine Tochter handelte, nahm die Göttin sie bei sich auf und versteckte sie in einem Blumenkorb, doch seine Frau Chandi, die Manasa für eine Konkubine ihres Mannes hielt, kam dahinter, akzeptiere ihre Stieftochter nicht, schlug sie und versuchte sie zu quälen, wo sie nur konnte. Eines Tages brannte Chandi Manasa sogar ein Auge aus. Einmal, als Chandi Manasa wiederholt trat, warf Manasa ihr einen Blick aus ihrem giftigen Auge zu und machte sie damit bewusstlos. Daraufhin musste Manasa Shiva verlassen, da ein Zusammenleben so nicht möglich war. Der traurige Shiva setzte Manasa an einem verlassenen Ort aus und schuf eine Begleitung, Freundin, Beraterin und Schwester mit Namen Netu oder Neta für sie aus seinen Tränen des Reue.
Doch Chandi war immer noch nicht zufrieden, und so machte sie Manasa weiterhin das Leben schwer. Die Göttin riet Manasa, in ihrer Hochzeitsnacht mit dem Weisen Jaladkaru Schlangen zu tragen. Daraufhin warf Chandi einen Frosch ins Manasas Schlafgemach, so dass die Schlangen verrückt wurden. Jaladkaru erschrak dabei so sehr, dass er Manasa verließ und ihr davonlief. Einigen Überlieferungen zufolge kehrte er aber später zu ihr zurück. Von ihm gebar sie dann ihren Sohn Astika.

### Manasa, Chand und Behula
Aber auch danach hatte es die Göttin weiterhin schwer, da sie nicht genug Verehrer hatte. Also arbeitete sie daran, die Zahl ihrer Anhänger zu vergrößern. Besonders ein Mann aber, der reiche verwitwete Kaufmann Chand Sadagar aus Champaka Nagar, weigerte sich vehement, sie zu verehren. Um ihren Kult durchzusetzen, musste sie speziell ihn davon überzeugen, sie anzubeten. (Eines Tages in einem früheren Leben sah Chand Manasa nackt und wurde dafür von ihr dazu verflucht, wiedergeboren zu werden und viel Leid ertragen zu müssen. Dieser verfluchte seinerseits Manasa, dass sie niemals Verehrer finden würde, bevor sie ihn davon überzeugt, sie anzubeten.) Dieser aber war ein treuer Verehrer von Shiva und Chandi, die ihm die Fähigkeit verliehen, durch Magie Pflanzen und Obstbäume zu erschaffen, und war nicht bereit, sich von ihnen für Manasa abzuwenden. Daraufhin erschien sie ihm in Gestalt eines schönen jungen Mädchens, in das er sich augenblicklich verliebte. Sie willigte ein, ihn zu heiraten, aber nur unter der Bedingung, dass er ihr seine magischen Fähigkeiten schenkte. Sobald er das getan hatte, vernichtete sie seinen wunderschönen Obstgarten, den er danach nicht mehr wiederherstellen konnte. Aber Chand betete Manasa immer noch nicht an, selbst als sie sich ihm in ihrer göttlichen Erscheinung zeigte. Manasa schwor, ihn für seine Missachtung büßen zu lassen, und nahm die Gestalt einer Schlange an, um Chandas sechs Söhne zu töten. Sie ruinierte seine Geschäfte, indem sie seine Schiffe, beladen mit kostbaren Schätzen, versenkte, ihn an einem fremden Strand aussetze und ihn in Verzweiflung zurückließ. Er fand eine Zeitlang Zuflucht bei seinem alten Freund Chandraketu, doch als er erfuhr, dass dieser Manasa verehrte, verließ er ihn sofort und warf auch seine Kleider weg, die dieser ihm zuvor geschenkt hatte. Danach bettelte Chand um etwas zu essen und ging zum Fluss hinunter, um ein Bad zu nehmen. Während er badete, schickte Manasa ihm eine große Maus, die ihm seinen Reis aufaß, so dass er nichts mehr zu essen hatte. Doch er fand einige rohe Wegeriche, die Kinder am Flussufer liegen gelassen hatten. Danach arbeitete er in einer Brahmanenfamilie als Mäher und Drescher, aber Manasa verdrehte seinen Kopf, so dass er ganz dumm wurde, und die Brahmanenfamilie lehnte ihn ab.
Nach vielen Bedrängnissen kehrte Chand schließlich nach Hause zurück und baute sein Leben allmählich wieder auf. Im Himmel hatte Manasa zwei Freunde, Apsaras, die überlegten, wie Manasa Chand Sadagar für sich gewinnen könnte. Die eine wurde als Lakshmindra, Chands Sohn, geboren, die andere als Tochter von Saha, einem Kaufmann aus Nichhani Nagar und Freund von Chand Sadagar. Als Lakshmindra das Erwachsenenalter erreichte, wurde er mit einem Mädchen namens Behula verlobt. Wie es vor der Heirat üblich war, wurde ein Astrologe befragt, und dieser sagte voraus, dass Lakshmindra in der Hochzeitsnacht an einem Schlangenbiss sterben würde. Chand ließ sogleich ein Haus aus Stahl erbauen, wo sein Sohn mit seiner Braut in Frieden leben sollte. Kein Riss sollte so groß sein, dass auch nur ein Stift hineingelangen konnte. Er ließ es von mit Schwertern bewaffneten Männern, Mungos und Pfauen bewachen. Aber Manasa schüchterte den Erbauer derart ein, dass er eine Öffnung, nicht breiter als ein Haar, in der Mauer ließ, und versteckte sie mit einem kleinen pulverisierten Stück Holzkohle. Durch diesen Spalt krochen ein Dutzend Schlangen hinein, doch Behula reichte jeder einen Teller Milch. Aber als sie schließlich eingeschlafen war, glitt doch eine Schlange hinein und tötete den Bräutigam.
Behula verbrannte Lakshmindra nicht, sondern legte ihn, wie es bei Todesfällen durch Schlangenbisse in Indien üblich ist, auf ein Floß, setze sich neben ihn und fuhr mit ihm den Fluss hinunter, beständig zu Manasa betend. Nach sechs Monaten traf sie an einem Flussufer auf Netu, die Waschfrau der Götter und Schwester der Manasa. Sie bemerkte sofort, an ihrer Aura über ihrem Kopf, dass Netu keine gewöhnliche Sterbliche sein konnte. Ein junger hübscher Knabe spielte neben ihr und ruinierte ihre Arbeit. Plötzlich sah sie, wie sie immer wieder auf ihn einschlug und ihn erwürgte, die Leiche neben sich legte und weiterarbeitete. Nach Sonnenuntergang und getaner Arbeit schüttete sie ein paar Tropfen Wasser aus einem Krug über ihn und erweckte ihn so wieder zum Leben. Der Junge hatte ein Lachen im Gesicht, als wenn er nur geschlafen hätte. Behula landete am Ufer, fiel Netu vor die Füße und bat sie, ihr den Krug zu leihen, um Lakshmindra wieder zu beleben. Diese führte Behula in den Himmel. Dort führte sie den Göttern einen Tanz auf, der den Göttern so gut gefiel, dass sie Manasa überzeugten, Lakshmindra wieder zum Leben zu erwecken. Diese willigte schließlich ein, aber nur unter der Bedingung, dass Behula Chand bekehren würde. Behula versprach es, und Lakshmindra wurde wieder zum Leben erweckt.
Behula und Lakshmindra gingen nach Hause, und nach langer Zeit kamen sie zum Haus ihres Vaters und hielten an, um ihren Vater und ihre Mutter zu besuchen. Aber sie blieben nicht und machten sich noch denselben Tag auf nach Champaka Nagar. Die ersten Menschen, die sie trafen, waren ihre eigenen Schwägerinnen, die ans Flussufer gekommen waren, um Wasser zu schöpfen. Behula hatte sich als eine arme Kehrerin verkleidet, und sie hatte einen schönen Fächer, auf dem sie jedes Mitglied der Chand-Familie dargestellt hatte. Sie zeigte den Fächer ihren Schwestern und sagte, dass sie Behula sei, eine Kehrerin und Tochter von Saha, einem Kehrer, und Ehefrau von Lakshmindra, Sohn des Kehrers Chand. Die Schwägerinnen liefen nach Hause, um den Fächer zu zeigen. Sanaka war sehr überrascht, aber sie dachte an die Lampe im Stahlhaus. Sie rannte zum Hochzeitsgemach, doch die Tür war für ein Jahr fest verschlossen. Daraufhin ging sie zum Flussufer und traf dort Behula und ihren Sohn Lakshmindra. Behula sagte, dass sie erst nach Hause zurückkehren würde, wenn Chand sich bekehren lassen würde.
Letzten Endes opferte er ihr, auf Drängen seiner Stieftochter Behula, eine Blume, obwohl er sie dabei nicht ansah und die linke unreine Hand dazu benutze. Manasa akzeptiere diese Geste und brachte Chanda Lakshmindra und seine anderen sechs Söhne und sein Vermögen (Schiffe und Obstgarten) wieder zurück und brachte ihm und seiner Familie von da an Glück. Fortan wurde Manasa in ganz Indien verehrt.
An dieser Geschichte wird deutlich, wie Manasa von einer ursprünglich untergeordneten hinduistischen Volksgöttin Eingang in das offizielle Pantheon fand. Ihre Beziehung zu Chandi greift zudem kulturell-soziale Realitäten und Beziehungen auf, in denen das Verhältnis zur Stiefmutter ein sehr ambivalentes und oftmals angespanntes ist. Ebenso wird das schwierige Verhältnis der Tochter zum Vater und zum Ehemann thematisiert. Des Weiteren handelt die Erzählung von vielen starken und selbstbewussten Frauenfiguren wie Manasa und Behula. Sie verkörpern das Matriarchat, während Chand Sadagar und Shiva das Patriarchat verkörpern. So ist es auch dem klugen Wirken einer Frau zu verdanken, dass Chand einlenkt und sich Manasa zuwendet. Sie also bewirkt letztendlich den positiven Ausgang der Handlung. Behula verkörpert das Idealbild der hingebungsvollen Ehefrau, ähnlich wie Sita im Ramayana.
Der Mythos verdeutlicht auch die ursprünglichen Spannungen zwischen dem Shiva-Kult und dem Göttinnenkult und zeigt, wie Manasa allmählich in das shivaitische Pantheon integriert wurde. Die Mythen um Manasa haben oftmals erotische Bezüge.

## Dhyana der Manasa
Manasas berühmtestes Dhyana, das Auskunft über ihre wesentlichen Eigenschaften gibt und das bei ihrer Verehrung rezitiert wird, ist folgendes:

„Ich verehre die Göttin, die Mutter der Schlangen, deren Gesicht wie der Mond ist, die eine anmutige Erscheinung hat, die Großzügige, die auf einem Schwan reitet, die Edle, die ein rotes Gewand trägt, die immer alle nur erdenklichen Segnungen gibt, die ein lächelndes Gesicht hat, die geschmückt ist mit Gold, Edelsteinen und vielen anderen wundervollen Juwelen aus Schlangen, die von acht Schlangen begleitet wird, die wundervolle Brüste hat, die eine Yogini ist und die jede Form annehmen kann, die sie will.“

## Ritual und Verehrung
Manasa wird vor allem während der Regenzeit verehrt, in der die Schlangen aus ihren Löchern kriechen, womit ein erhöhtes Risiko von Schlangenbissen einhergeht. Besondere Anbetung erfährt sie vor allem, während der Naga-Panchami-Festtage im Juli oder August. Dann wird Schlangen, die als ihre Verkörperung gelten, Milch in ihre Erdhöhlen gegossen, und sie werden mit Bananen gefüttert. Manasa wird zumeist nicht in einer Statue, sondern in Form eines Zweiges, eines rot bemalten Steins oder eines heiligen Topfes (Manasar-bari), gefüllt mit Wasser, verehrt. Während dieser Feier versammeln sich die Dorfbewohner und bringen Girlanden, Muschelschalen-Armreifen, Eisen-Armreifen, rot umrandete Saris, Räucherwerk und Speiseopfer wie Mangos, Melonen, Bananen und Süßigkeiten dar.
In Bengalen wird an ihrem Festtag kein warmes Essen (Sanskrit: acanthine) zubereitet, und Töpfe mit Reis werden zur Fermentierung offen auf die Fenstersimse gestellt. Man glaubt, dass die Göttin diese Speise, die man am nächsten Tag isst, vor dem Verderben schützt. Die Frauen des Hauses zeichnen Alpanas (rituelle Zeichnungen) für die Göttin mit Reispaste auf die Erde, und eine Sij-Pflanze wird in den Backofen gelegt. Der kalte Reis wird dann, nachdem er in kaltem Wasser eingeweicht wurde, zusammen mit kaltem Gemüse gegessen (panta bhat). Danach wird Tee auf einer kleinen Flamme erhitzt, um den Tag und die Zeremonie zu beenden.
Manasa heilig ist der Sij-Baum, eine Art Kaktus mit heilenden Wirkungen, der oftmals auch als ihr Wohnort gilt. Dieser spielt bei rituellen Handlungen, die oft unter diesem Baum stattfinden, eine große Rolle. In den an sie gerichteten Ritualen muss Manasa beschwichtigt werden. Der Göttin werden in manchen Regionen teilweise auch blutige männliche Tieropfer, sogenannte Balis, dargebracht, beispielsweise Gänse oder Ziegen, die vor ihrem Schrein enthauptet werden. Hauptsächlich wird sie von den unteren Kasten verehrt. Frauen bitten sie bei diesem Ritual auch um Nachkommen, besonders Söhne. Ebenso wird sie um Regen und ganz allgemein um Erfüllung von weltlichen Wünschen angerufen. Bis heute ist Manasa die einzige hinduistische Göttin, deren Rituale ausschließlich mit der linken, unreinen Hand verrichtet werden. Sie genießt besonders bei Frauen Verehrung. Ihre Rituale finden oft an Flussufern statt.
Ihre Puja wird von den Bauris, einer niedrigen Landarbeiterkaste, im Freien auf einem irdenen Schrein durchgeführt. Bambusrohre werden in jede Ecke des Altars gestellt und mit einem Baumwollfaden zusammengebunden. Der Altar wird mit Zinnober, der roten Pulverfarbe für Segenspunkte, bestrichen, ebenso der rote Topf, auf den ein Mangozweig gelegt wurde. Neben anderen Opfern, wie Milch, Platanen, Räucherwerk, Sandelholzpaste, brennende Lichter und Reis, wird auch ein Sij-Zweig auf den Altar gelegt. Er ist, gleich einer Frau, in einen Sari gewickelt, da er hier die Göttin selbst verkörpert. Als Opfer wird das Blut des geschlachteten Opfer-Tieres der Göttin dargebracht.
Ihr zu Ehren finden jährlich auch die berühmten Aufführungen der Schlangenbeschwörer (Jhanpan) statt.
Dabei werden auch große Schauspiele, Tänze, Musicals und Live-Shows mit lebenden giftigen Schlangen, die man teilweise auch auf ihren Altar legt, zu Ehren der Manasa aufgeführt. In den Shows werden die populären Geschichten aus den Mangalkavyas nachgespielt. Manche Gläubige durchbohren dabei auch ihren Körper mit Metall, um die Göttin zu beschwichtigen.